# 黑冠黃雀鵐
黑冠黃雀鵐（学名：Gubernatrix cristata）是裸鼻雀科黑冠黃雀鵐属（学名：Gubernatrix）的唯一物种。牠們分佈在阿根廷、巴西、巴拉圭及烏拉圭，棲息在大草原、溫帶叢林、亞熱帶或熱帶的潮濕叢林及溫帶草原。牠們受到失去棲息地的威脅。

## 保育狀況
其被列為《瀕危野生動植物種國際貿易公約》附錄二的物種，被限制出口及貿易。